# Arrade linecites
Arrade linecites là một loài bướm đêm trong họ Erebidae.